# Бюэ, Гёрил
Гёрил Бю́э (норв. Gøril Bye; род. Осло) — норвежская кёрлингистка.
В составе женской сборной Норвегии участница чемпионата мира 1994 (заняли пятое место). Участница чемпионата мира среди юниоров 1991 (заняли восьмое место).

## Достижения
- Чемпионат Норвегии по кёрлингу среди женщин: золото (1994), серебро (2017).[3].

## Команды
| Сезон   | Четвёртый        | Третий          | Второй           | Первый            | Запасной   | Турниры            |
| ------- | ---------------- | --------------- | ---------------- | ----------------- | ---------- | ------------------ |
| 1990—91 | Сесилия Торхёуг  | Darcie Skjerpen | Anna Moe         | Marianne Vestnes  | Гёрил Бюэ  | ЧМЮ 1991 (8 место) |
| 1993—94 | Ингвилль Гитмарк | Гёрил Бюэ       | Эллен Киттельсен | Лине Мария Бьерке | Тереза Бюэ | ЧМ 1994 (4 место)  |
| 2016—17 | Линн Гитмарк     | Хенриетте Лёвар | Кристин Лёвсет   | Гёрил Бюэ         |            | ЧНЖ 2017           |

(скипы выделены полужирным шрифтом)